# 月神星
月神星（78 Diana）是第78颗被人类发现的小行星，于1863年3月15日发现。月神星的直径为120.6千米，质量为1.8×1018千克，公转周期为1548.922天。
月神星以羅馬神話的月亮女神狄阿娜命名。